# Wapakoneta
Wapakoneta – miasto w Stanach Zjednoczonych,  w zachodniej części stanu Ohio.
Liczba mieszkańców w 2000 roku wynosiła 9 493. W 1930 roku urodził się w tym mieście astronauta Neil Armstrong.
Nazwa pochodzi od imienia wodza indiańskiego szczepu Szuanisów - Wapa i jego córki, księżniczki Koneta (miejscowa ludność używa zwykle skrótu "Wapak").